# Poecilostachys oplismenoides
Poecilostachys oplismenoides är en gräsart som först beskrevs av Eduard Hackel, och fick sitt nu gällande namn av Clayton. Poecilostachys oplismenoides ingår i släktet Poecilostachys och familjen gräs. Inga underarter finns listade i Catalogue of Life.